# Condebamba (distrito)
Condebamba é um distrito do Peru, departamento de Cajamarca, localizada na província de Cajabamba.

## Transporte
O distrito de Condebamba é servido pela seguinte rodovia:
- CA-111, que liga o distrito à cidade de Cachachi
- PE-3N, que liga o distrito de La Oroya (Região de Junín) à Puerto Vado Grande (Fronteira Equador-Peru) no distrito de Ayabaca (Região de Piura) [1][2][3]